# Iso Riihisaari (ö i Birkaland)
Iso Riihisaari eller Toivolansaari är en ö i Finland. Den ligger i sjön Keurusselkä och i kommunen Mänttä-Filpula i den ekonomiska regionen  Övre Birkalands ekonomiska region  och landskapet Birkaland, i den södra delen av landet, 210 km norr om huvudstaden Helsingfors. Öns area är 80,4 hektar och dess största längd är 1,6 kilometer i nord-sydlig riktning.